# Büschdorf (Halle)
Büschdorf ist ein Stadtteil im Stadtbezirk Ost von Halle (Saale) in Sachsen-Anhalt mit 4576 Einwohnern. Gewachsen aus einer Siedlung an der Handelsstraße nach Leipzig erstreckt sich Büschdorf von der Reide (Reideburg) im Osten über den Hufeisensee im Süden und dem Industriegebiet Halle-Ost bis zum Diemitzer Graben im Norden. Das Dorf war ein sogenanntes Küchendorf, welches neben Reideburg, Diemitz und Kanena bis Ende des 20. Jahrhunderts die Region Halle durch entsprechende Landwirtschaft mit Obst und Gemüse versorgte. Büschdorf gehörte bis zur Eingemeindung 1950 dem Saalkreis an.

## Entstehung des Namens
Der Name „Büschdorf“ hat sich vermutlich aus der Bezeichnung „Biscopes dorf“ (Bischofsdorf) abgeleitet. Er erinnert daran, dass das Dorf im frühen Mittelalter Eigentum des Naumburger Bischofs Wichmann war, dem späteren Erzbischof von Magdeburg. Urkundlich erwähnt wurde es erstmals 1228. Jedoch kann der Name auch von dem nach den Rodungen immer noch reichlich vorhandenen Buschwerk kommen. Einige Bauern führten deshalb in ihren Wappen drei grüne Büsche. Auch von dem Wort „bisschen“ (überschwemmen) kann der Name des Ortes abgeleitet sein, trat doch die Reide oft über ihre Ufer und überschwemmte weite Teile der Felder. Der Heilige Nikolaus, nach dem die Dorfkirche ihren Namen hat, war der Wasserheilige.

## Geschichte
Die erste Siedlung auf dem Grund des heutigen Büschdorfs entstand im 7. Jahrhundert. Das ganze Land war noch dicht bewaldet. In der sumpfigen Niederung der Reide, die in jedem Frühjahr weite Teile des Waldes unter Wasser setzte, zogen sich einige Familien der Westslawen zurück, die damals die hallischen Solequellen besetzt hatten und ausbeuteten. Sie legten ein kleines Wehrdorf an, das in seiner ursprünglichen Form auch heute noch zu erkennen ist. Um den Dorfplatz herum waren die Höfe errichtet.
Als die Slawen von den fränkischen Kaisern weiter nach Osten getrieben wurden, siedelten sich dort deutschstämmige Bauern an. Aber zu großangelegten Rodungen und Entwässerungen kam es erst ab 1155, als eine Gruppe niederländischer Siedler sich dort niederließ. Aus einer im versumpften und im dichten Wald liegenden Siedlung ohne nennenswerte wirtschaftliche Bedeutung wurde ein Bauerndorf. Die St.-Nikolai-Kirche wurde damals ebenfalls errichtet und die tatkräftigen Bauern, die jeden Meter Ackerboden dem Wald in Schwerstarbeit abgerungen hatten, produzierten bald mehr Getreide und vor allem Gemüse, als sie selbst verbrauchen konnten. Die Überschüsse wurden auf dem nahen Markt der Stadt Halle verkauft. Seit 1473 durfte alle grüne Ware zollfrei nach Halle eingeführt werden. Die Siedlung an der Handelsstraße in das kursächsische Gebiet wurde zum „Küchendorf“ der Stadt. Büschdorf gehörte zum Amt Giebichenstein im Saalkreis des Erzstifts Magdeburg. 1680 kam es zum Herzogtum Magdeburg unter brandenburg-preußischer Herrschaft.

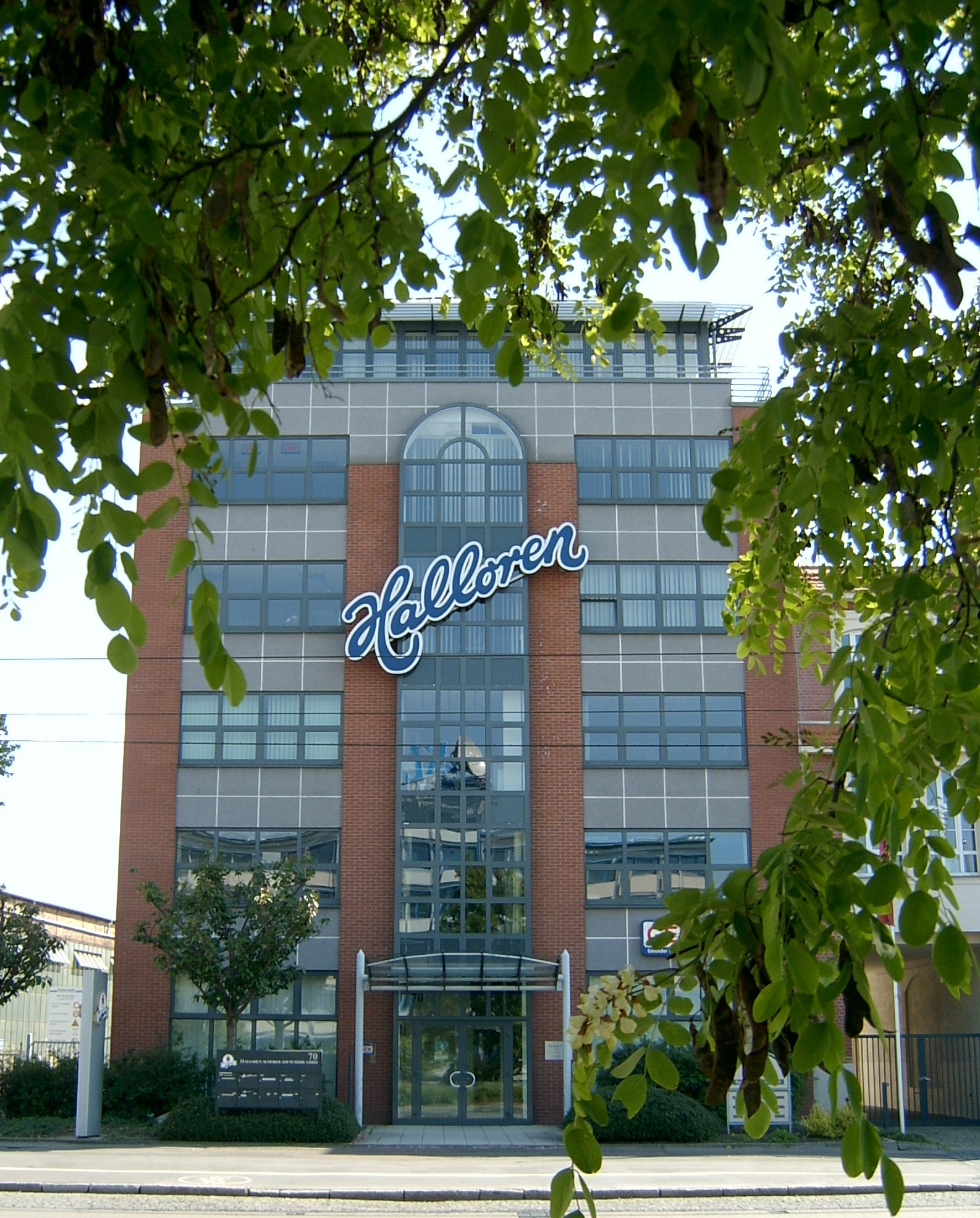
Haupteingang der Halloren-Schokoladenfabrik

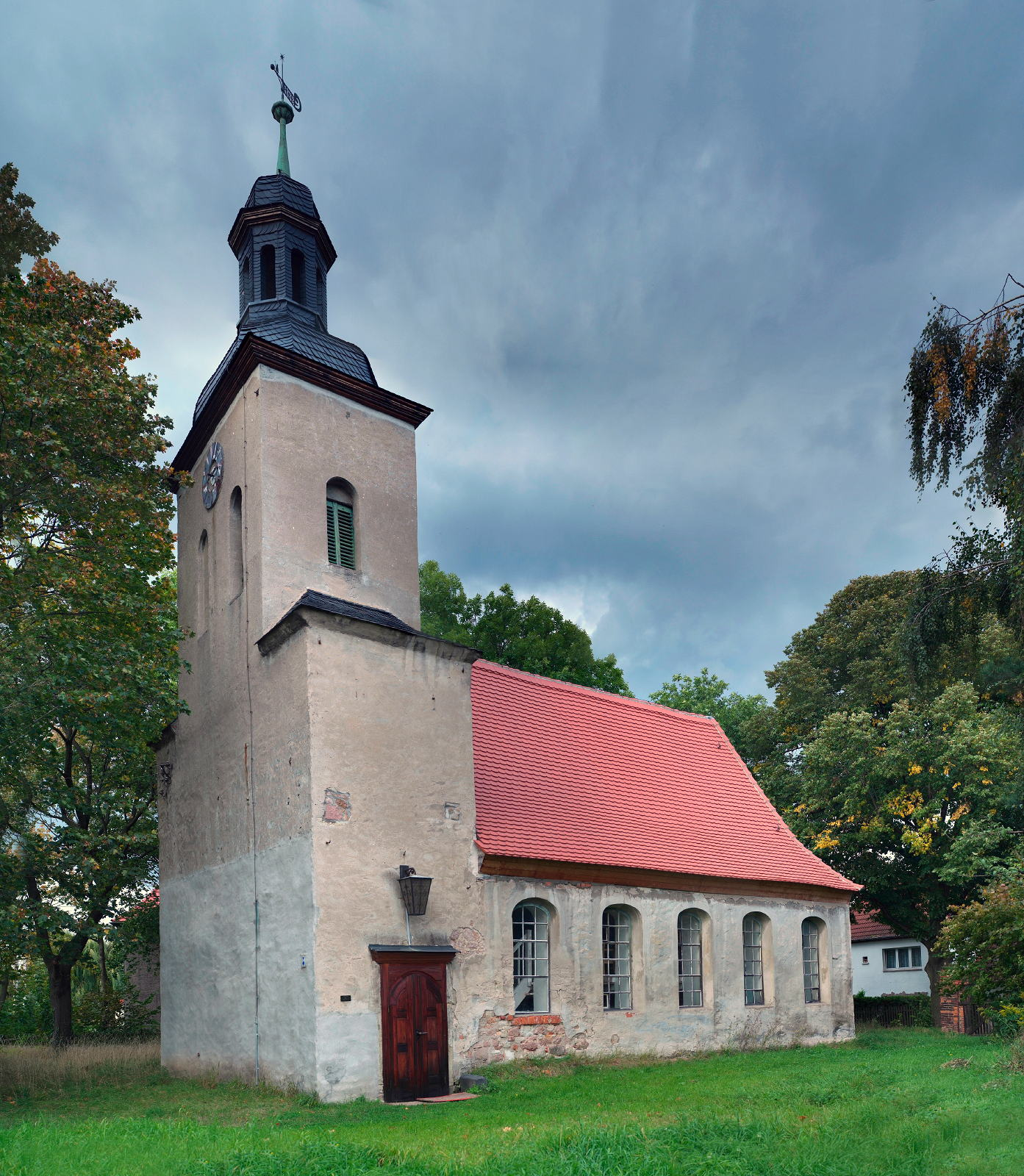
Evangelische Kirche St. Nikolaus

Während der französischen Besetzung (1807 bis 1813) gehörte Büschdorf zum napoleonischen Königreich Westphalen. Der Ort war Chef-lieu des Landkantons Halle im Distrikt Halle (Departement der Saale). Bei der politischen Neuordnung nach dem Wiener Kongress 1815 wurde Büschdorf im Jahr 1816 dem Regierungsbezirk Merseburg der preußischen Provinz Sachsen angeschlossen und dem Saalkreis zugeordnet.

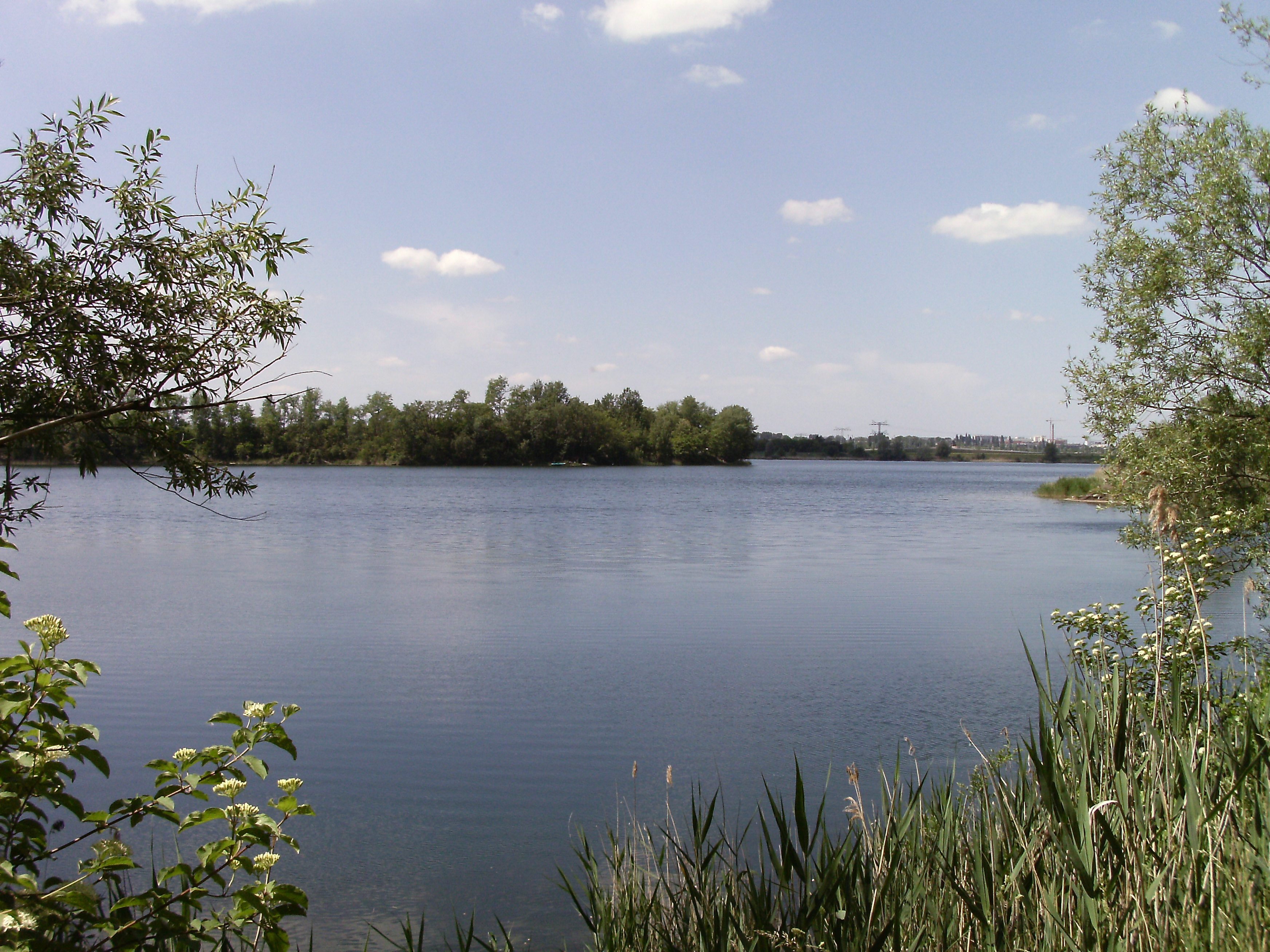
Hufeisensee bei Büschdorf

Über ein Jahrtausend hinweg bestand Büschdorf aus maximal 20 Häusern. Als jedoch aus Halle eine Industriestadt wurde, die aus den Nähten zu platzen begann, immer neue Betriebe aus der Stadt hinauswanderten, wuchs auch Büschdorf mit. Die Einwohnerzahl stieg von 135 im Jahre 1825 auf 1019 im Jahre 1910 an. 1868 wurde auf Büschdorfer Land die erste Fabrik errichtet, die Dachpappenfabrik Büsscher & Hoffmann an der Äußeren Delitzscher Straße. Weiterhin entstanden die Kakao- und Schokoladenfabrik (heute die Halloren-Schokoladenfabrik), vier Eisengießereien, die Bassinbauanstalten, drei Blechwarenfabriken und eine Brückenbauwerkstatt. Am 9. Mai 1914 wurde die für 300.000 Mark gebaute Straßenbahnlinie C eingeweiht, die Halle mit Büschdorf verband.
Am 1. Juli 1950 wurden Büschdorf und Reideburg in die Stadt Halle (Saale) eingemeindet.

### Einwohnerentwicklung
| Jahr      | 1825 | 1910 | 1933 | 1939 |
| --------- | ---- | ---- | ---- | ---- |
| Einwohner | 135  | 1019 | 1477 | 1850 |

## Religion
Durch die Reformation wurde die St.-Nikolaus-Kirche, die einzige Kirche in Büschdorf, protestantisch. Ihre Kirchengemeinde gehört zum Pfarrbereich Dieskau im Kirchenkreis Halle-Saalkreis der Evangelischen Kirche in Mitteldeutschland.
Im Zuge der Industrialisierung ließen sich von Mitte des 19. Jahrhunderts an wieder Katholiken in Büschdorf nieder. Durch die Flucht und Vertreibung Deutscher aus Mittel- und Osteuropa stieg die Zahl der Katholiken so stark an, dass sich 1946 in Büschdorf eine katholische Kirchengemeinde bildete, die von 1947 an als Kuratie Halle-Ost zur Pfarrei St. Franziskus und St. Elisabeth (Halle) gehörte. Ihre Gottesdienste fanden in der evangelischen St.-Nikolaus-Kirche statt. Die Kuratie mietete von der evangelischen Kirchengemeinde einen Teil einer Baracke an, in der eine katholische Kapelle sowie Gemeinderaum eingerichtet wurden. Die Baracke stand neben dem evangelischen Pfarrhaus und wurde inzwischen abgerissen. 1969 richtete die Kuratie Halle-Ost auch in Diemitz einen Gottesdiensteraum ein, der ebenfalls nicht mehr besteht. 1978 gehörten zur Kuratie Halle-Ost noch 900 Katholiken, heute gehören katholische Einwohner von Büschdorf zur Pfarrei St. Mauritius und St. Elisabeth Halle.

## Infrastruktur

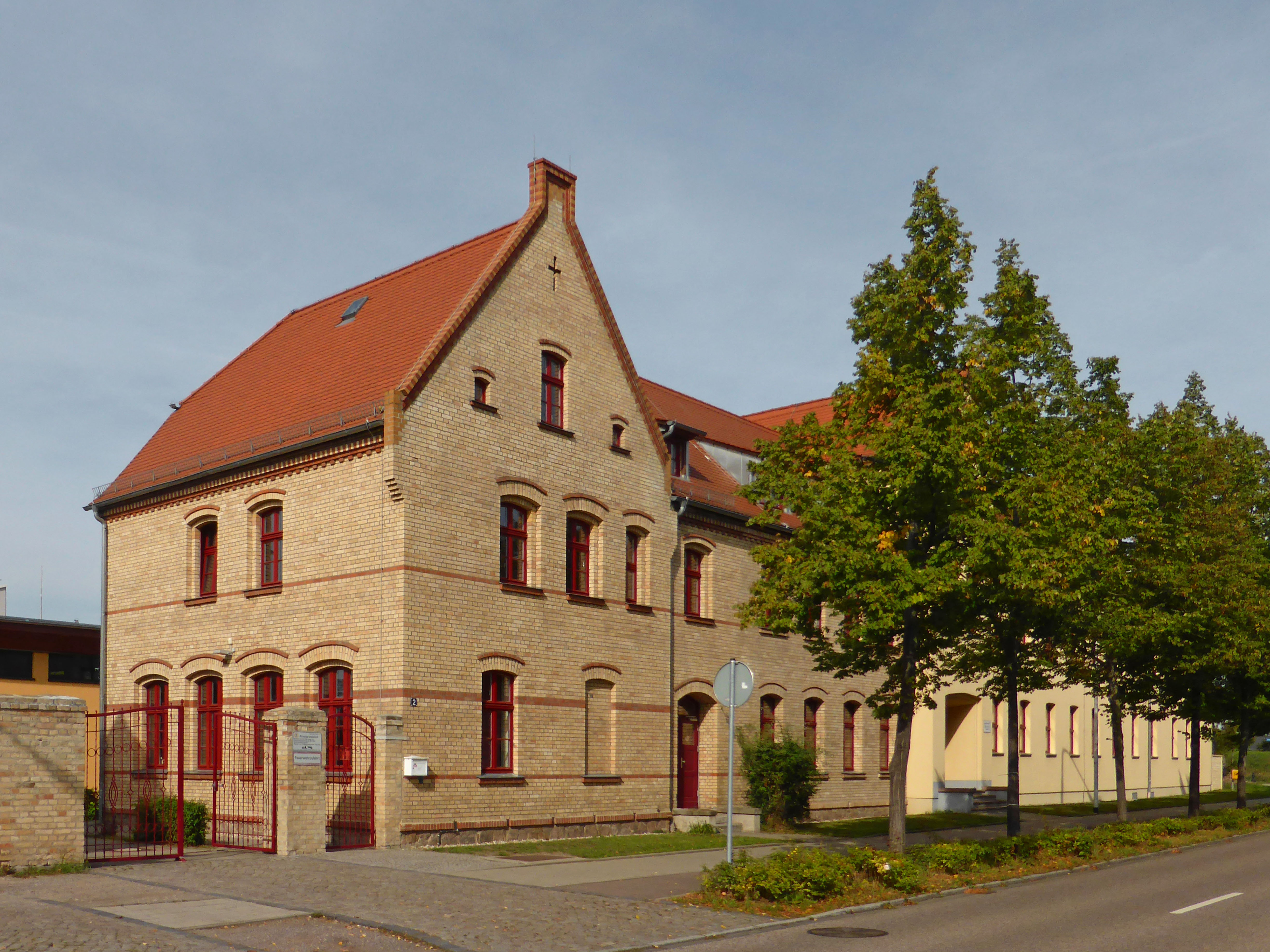
Grundschule

Heute lebt Büschdorf vorwiegend von der angesiedelten Industrie, wie der Halloren-Schokoladenfabrik und dem Druck- und Verlagshaus der Mitteldeutschen Zeitung in der Delitzscher Straße sowie der Landwirtschaft. Der Gemüseanbau ist eines der wirtschaftlichen Standbeine des dörflichen Stadtteils der Großstadt Halle (Saale).
Nach 1990 entstanden auf ehemaligen Gemüsefeldern neue Einfamilienhaussiedlungen und andere Wohnbauten. Diese ließen die Einwohnerzahl auf über 4000 steigen und veränderten das Ortsbild, wobei der ländliche Charakter aber weitgehend erhalten blieb. Weitere Veränderungen werden die neue Osttangente und der geplante Sportkomplex am Hufeisensee mit sich bringen. Auch weitere neue Wohngebiete sind bereits in Planung, so zum Beispiel die Siedlung am ehemaligen Schulgarten.
Seit dem 8. August 2014 gibt es das Einkaufszentrum mit dem Namen Büschdorfer Mitte. Das Einkaufszentrum HEP ist nur ein paar Minuten vom Ortskern entfernt und sowohl mit dem Auto als auch mit dem Bus gut zu erreichen.
Der Stadtteil Büschdorf verfügt über eine Grundschule und eine kommunale Kindertagesstätte.

### Straßen
Durch Büschdorf verläuft die Straße L 165 von Halle zur A14-Abfahrt „Halle (Saale)-Ost“.

### Öffentlicher Nahverkehr

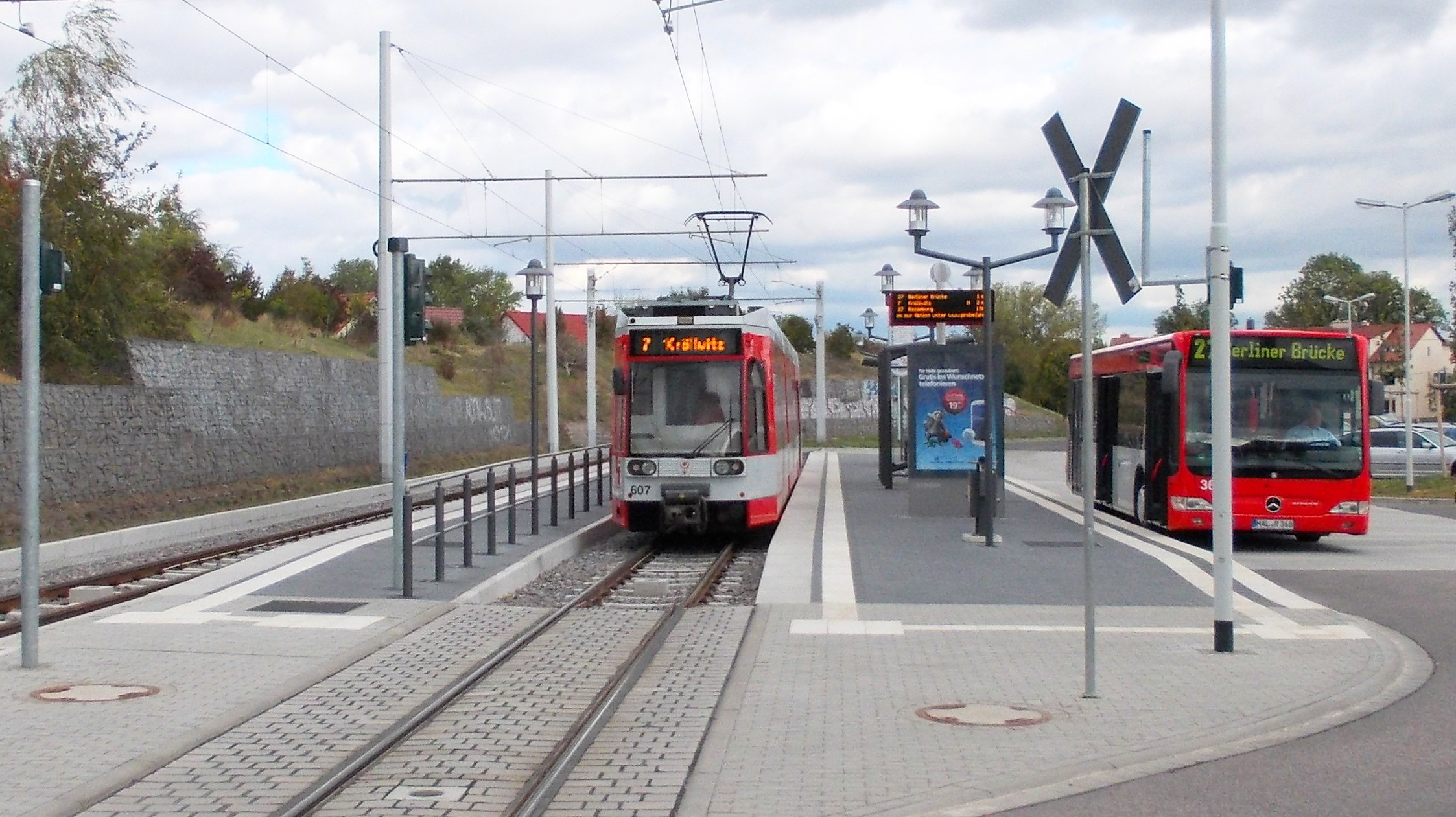
Straßenbahnendhaltestelle

Mit der Eröffnung der Straßenbahnlinie C, die vom Hauptbahnhof über die Delitzscher Straße und Büschdorf nach Schönnewitz führte, wurden Büschdorf und Reideburg am 9. Mai 1914 an das hallische Straßenbahnnetz angebunden. Bereits 1915 wurde die Strecke um etwa 700 Meter bis kurz vor die Reideburger Kirche verlängert.
Seit der Linienänderung am 1. November 1921 verkehrte die Linie 9 auf der 9,6 Kilometer langen Strecke Seebener Straße – Reileck – Markt – Riebeckplatz – Büschdorf – Reideburg. Später fuhr die Linie 10 nach Reideburg, womit bis zu ihrer Einstellung am 21. Mai 1971 eine direkte Straßenbahnanbindung Reideburgs an den Hauptbahnhof und zum Markt von Halle ermöglicht wurde. Bereits mit der Inbetriebnahme der Wendeschleife in Büschdorf am 20. Februar 1961 hatte sich das langfristige Aus der Strecke bis Reideburg angedeutet.
Nach der Verlängerung der Strecke um 1,3 Kilometer bis in das Büschdorfer Zentrum ist seit Sommer 2012 das Wohngebiet Büschdorf wieder an das Straßenbahn-Verkehrsnetz Halle (HAVAG) angeschlossen. Seitdem kann man mit der Straßenbahn-Linie 7 vom Stadtteil Kröllwitz nach Büschdorf in 37 Minuten fahren. Durch ebendiese Straßenbahnlinie erreicht man sowohl den Hauptbahnhof als auch das Stadtzentrum, die Universität und das Reileck. In der Hauptverkehrszeit verkehrt außerdem die Straßenbahnlinie 7E bis zur Alfred-Schneider-Straße.
Die Buslinie 43 verbindet den Stadtteil Damaschkestraße in Halle-Süd mit Büschdorf.